# ニクサン
ニクサン (NIKSUN Inc.)は、アメリカ合衆国ニュージャージー州に本社を置く、ネットワークモニターに関するアプライアンス製品と関連するソフトウェアを開発・販売する多国籍企業である。
アメリカ合衆国の他にイギリス、インド（ニューデリー）、日本に現地オフィスを構え、米国, 欧州, アジア（日本, 韓国, 中国, マレーシア）へ対して販路を持っている。
2010年1月 米国Sandstorm Enterprises社を買収。2011年10月　ポータブルアナライザ/キャプチャボックスIntelliNetVCRをリリース。

## 製品
- アプライアンス型LANアナライザNetVCR
- 不正侵入/情報漏洩対策アプライアンスNetDetector
- アプライアンス型NetFlowアナライザFlowAggregator
- 統合モニター製品NetOmni
- ポータブル型LANアナライザIntelliNetVCR

## アワード
- 2004年 米Infoworld Technology of the Year 受賞
- 2006年 〃
- 2008年 米SCマガジン 最高レベル5「Best Buy（ベストバイ）」受賞
- 2011年 米Golden Bridge Awards 受賞（フォレンジック部門）

## 日本国内代理店
2002年よりSCSK（旧:住商情報システム)が販売およびサポートを行っている。